# Hiệu suất thay đổi theo quy mô
Hiệu suất thay đổi theo quy mô (tiếng Anh: returns to scale) và lợi thế kinh tế nhờ quy mô (economies of scale) là hai thuật ngữ kinh tế có tuy liên quan đến nhau nhưng lại khác biệt nhau. Chúng mô tả điều gì sẽ xảy ra khi gia tăng quy mô sản xuất trong dài hạn, khi các yếu tố đầu vào bao gồm nguồn vốn là biến đổi (được quyết định bởi các hãng sản xuất). Thuật ngữ hiệu suất thay đổi theo quy mô xuất hiện cùng lúc với hàm sản xuất của hãng sản xuất (firm’s production function). Nó giải thích mối quan hệ giữa tốc độ gia tăng của đầu ra với tốc độ gia tăng của các yếu tố đầu vào có liên quan trong dài hạn. Trong dài hạn, tất cả các yếu tố sản xuất đều biến đổi và có thể thay đổi được nhờ vào sự gia tăng về quy mô. Trong khi thuật ngữ lợi thế kinh tế nhờ quy mô chỉ ra sự ảnh hưởng của một đơn vị đầu ra được gia tăng lên các chi phí sản xuất thì hiệu suất thay đổi theo quy mô lại chỉ tập trung vào mối quan hệ giữa đầu vào và sản lượng đầu ra.
Quy luật hiệu suất thay đổi theo quy mô được chia thành ba quy luật nhỏ sau đây: 1. Quy luật hiệu suất tăng dần theo quy mô; 2. Quy luật hiệu suất không đổi theo quy mô, và 3. Quy luật hiệu suất giảm dần theo quy mô. Trường hợp hiệu suất tăng dần theo quy mô nếu sản lượng đầu ra tăng một lượng lớn hơn so với tỷ lệ thay đổi của đầu vào. Trường hợp hiệu suất không đổi theo quy mô nếu sản lượng đầu ra gia tăng một lượng đúng bằng với tỷ lệ thay đổi của đầu vào. Trường hợp hiệu suất giảm dần theo quy mô nếu sản lượng đầu ra gia tăng một lượng nhỏ hơn so với tỷ lệ thay đổi của đầu vào. Một hàm sản xuất của hãng có thể cho ra các trường hợp hiệu suất thay đổi theo quy mô khác nhau đối với từng mức độ sản lượng đầu ra. Thông thường, hiệu suất tăng dần theo quy mô xảy ra ở mức sản lượng tương đối thấp, giảm dần ở mức sản lượng tương đối cao và không đổi ở mức sản lượng trung bình.

## Ví dụ
Khi các yếu tố đầu vào được tăng lên 2 lần thì sản lượng đầu ra sẽ:
- Bằng hai lần so với mức sản lượng cũ khi xảy ra trường hợp hiệu suất không đổi theo quy mô.
- Ít hơn hai lần so với mức sản lượng cũ khi xảy ra trường hợp hiệu suất giảm dần theo quy mô.
- Nhiều hơn hai lần so với mức sản lượng cũ khi xảy ra trường hợp hiệu suất tăng dần theo quy mô.

Giả định rằng các yếu tố chi phí là không đổi (có nghĩa hãng sản xuất là một đối thủ cạnh tranh hoàn hảo trong mọi thị trường các yếu tố đầu vào), một hãng sản xuất có hiệu suất không đổi theo quy mô sẽ có chi phí trung bình không đổi trong dài hạn, một hãng sản xuất có hiệu suất giảm dần theo quy mô sẽ có chi phí trung bình dài hạn tăng dần và một hãng sản xuất có hiệu suất tăng dần theo quy mô sẽ có chi phí trung bình dài hạn giảm dần. Tuy nhiên, mối quan hệ trên không còn đúng nữa khi mà hãng sản xuất không ở trong thị trường cạnh tranh hoàn hảo (tức là trong trường hợp này, giá cả phải trả phụ thuộc vào số lượng mà hãng mua). Ví dụ một hãng có hiệu suất tăng dần theo quy mô ở một mức sản lượng đầu ra nào đó, nhưng hãng đó quá lớn ở trong một hoặc một vài thị trường yếu tố đầu vào, đến nỗi việc hãng đó mua nhiều hơn một yếu tố đầu vào nào đó sẽ làm sự gia tăng chi phí mỗi đơn vị đầu vào, dẫn đến hãng đó sẽ gặp phải tính phi kinh tế do quy mô (diseconomies of scale) đối với mức sản lượng đầu ra nói trên.

## Hàm sản xuất
Một hàm sản xuất {\displaystyle F(K,L)}được định nghĩa là có:
- Hiệu suất không đổi theo quy mô, nếu (với mọi hằng số {\displaystyle \alpha >1}):

{\displaystyle F(\alpha K,\alpha L)=\alpha F(K,L)}
- Hiệu suất tăng dần theo quy mô, nếu (với mọi hằng số {\displaystyle \alpha >1}):

{\displaystyle F(\alpha K,\alpha L)>\alpha F(K,L)}
- Hiệu suất giảm dần theo quy mô, nếu (với mọi hằng số {\displaystyle \alpha >1}):

{\displaystyle F(\alpha K,\alpha L)<\alpha F(K,L)}
Trong đó, K và L lần lượt là vốn và lao động – các yếu tố đầu vào của hàm sản xuất.
Đối với quy trình sản xuất có nhiều đầu vào và đầu ra, ta có thể giả định công nghệ có thể biểu diễn được trong hàm sản xuất, ký hiệu là T, với điều kiện nó phải thỏa mãn các điều kiện giả định ban đầu của hàm sản xuất đó. Tức là T phải thỏa mãn điều kiện {\displaystyle \alpha T=T,\forall \alpha >0}. Đổi lại, nếu có một hàm sản xuất mô tả yếu tố công nghệ thỏa mãn điều kiện như trên, nó phải là hàm đồng nhất bậc 1.

## Ví dụ với hàm sản xuất
Xét hàm sản xuất có dạng hàm Cobb-Douglas sau đây:
{\displaystyle F(K,L)=AK^{b}L^{1-b}}
với {\displaystyle A>0} và {\displaystyle 0<b<1}. Ta có:
{\displaystyle F(\alpha K,\alpha L)=A(\alpha K)^{b}(\alpha L)^{1-b}=A\alpha ^{b}\alpha ^{1-b}K^{b}L^{1-b}=\alpha K^{b}L^{1-b}=\alpha F(K,L)}
Tuy nhiên, nếu xét hàm Cobb-Douglas có dạng tổng quát:
{\displaystyle F(K,L)=AK^{b}L^{c}}
với {\displaystyle 0<c<1}, khi đó hàm sản xuất sẽ có hiệu suất tăng dần theo quy mô nếu {\displaystyle b+c>1} và hiệu suất giảm dần theo quy mô nếu {\displaystyle b+c<1}, bởi vì:
{\displaystyle F(\alpha K,\alpha L)=A(\alpha K)^{b}(\alpha L)^{c}=A\alpha ^{b}\alpha ^{c}K^{b}L^{c}=\alpha ^{b+c}K^{b}L^{c}=\alpha ^{b+c}F(K,L)}
sẽ lớn hơn hoặc bé hơn {\displaystyle \alpha F(K,L)} nếu {\displaystyle b+c} tương ứng lớn hơn hoặc bé hơn 1.